# Transportul în Spania

## Transportul aerian
Spania are 105 aeroporturi situate în diferite regiuni, dintre care 33 sunt internaționale, care operează mai mult de 250 de companii aeriene, cele mai importante fiind la aeroportul Madrid-Barajas. Extinsă, aceasta își propune să fie unul din aeroporturile cu huburi majore din lume și are o capacitate de 70 de milioane de călători (aproape 30 de milioane mai mult decât în 2005). Barajas are un rol important de "hub" cu legătura între capitalele de provincie și din străinătate, în special din Europa și America Latină. Barcelona-El Prat, după inaugurarea noului terminal 1, în 2008, are o capacitate de 55 de milioane de pasageri, care are scopul de a deveni al doilea cel mai mare aeroport din sudul Europei.

## Transportul feroviar
Piesele și stațiile de rețea cu epartament de iberic sunt administrate de ADIF. Ei  oferă servicii de stat feroviar companiei Renfe Operadora. În plus, există o varietate de rețele internaționale (FGC) și unele linii cu ecartament metric (FEVS). Sistemul feroviar spaniol este în primul rând radial în centrul de la Madrid. Orașul Barcelona conectează Spania cu Paris, Zürich și Milano și cu alte orașe europene.
Servicii Spaniole de mare viteză (AVE) furnizate de Renfe Operadora reduce la jumătate timpul de călătorie cu mașina și ajunge la peste 250 km / oră. Viteza comercială a trenurilor sale este de 300 km / h și viteza maximă de 356'8 km / h.
Spania a depășit în 2010 Franța prin numărul de kilometri de linii de mare viteză în funcțiune și este de acum numărul unu în Europa și numărul doi în lume în acest domeniu.

## Transportul metropolitan
Rețeaua  de metrou este disponibil în șase orașe: Barcelona, Bilbao, Madrid, Palma de Mallorca, Sevilla și Valencia. Este în construcție în orașe cum ar fi Alicante, Malaga și Granada, și planificate la Santander. In Zaragoza există rețea de tramvai. Rețeaua de metrou cea mai extinsă cu cei mai mulți pasageri pe an este cel de la Madrid (320 km rețea și 685 milioane de pasageri în 2008), urmată de Barcelona (123 km și 405 milioane de pasageri în 2009).

## Transportul rutier
Rețeaua spaniolă de drumuri  este formată din aproximativ 370,000 km. Această rețea include drumuri cu taxă, autostrăzi, șosele duble și drumuri. Această cifră nu include drumuri și străzi în drumuri agricole sau forestiere urbane, referindu-se la autostrăzi numai, are o rețea care ajunge la aproape 13,200 km, făcând Spania a treia țară din lume în acest domeniu, chiar în spatele Statelor Unite și China.

## Transportul naval
Spania are, de asemenea, numeroase comunicații maritime, cu mai mult de 53 de porturi internaționale de pe coastele atlantice și mediteraniene. În special, portul Algeciras, Spania doar de clasă mondială considerata de circulația sa  mare pasageri și mărfuri, precum și portul de Vigo care este, de asemenea, una dintre cele mai aglomerate din punct de vedere al traficului de marfă, captura de pește viu și congelate. Portul din Sevilla este pe un râu distinct unic, care există în țară, ca și cum orașul este în interior, este fără ieșire la mare peste râul Guadalquivir. Portul Cadiz din apropiere este un punct strategic pentru transportul de mărfuri către arhipelagul din Oceanul Atlantic Insulele Canare. Portul din Barcelona, lider fiind mediteranean de trafic de croazieră, iar al doilea la nivel mondial.
Unul dintre  feriboturile care ruleaza la Algeciras-Ceuta.

## Telecomunicații
În cele din urmă, Spania are o rețea buna  de telecomunicații , la rețea extinsă de fibră optică convențional trebuie se adaugă una dintre cele mai mari rețele de cablu submarin și conexiunile prin satelit cu cele cinci continente.
Majoritatea operatorilor de telefonie și acces la internet este Telefónica multinațională, cu sediul în Madrid, care operează telefonie fixă și mobilă, și vine de la monopolul de stat de telefonie. Cu toate acestea, piața de telecomunicații este deschisă concurenței în toate sectoarele de la despărțirea de monopol, în 1994 pentru telefonul mobil, cu aspect de Airtel și în 1998 a stabilit eliberarea de Retevisión.
În telefonie și acces la Internet fix, în prezent există o piață de cablu organizat de limite, în cele mai multe dintre care operează Ono, plus unele companii regionale din districtele lor. În plus, actualul (Telefónica) este necesar pentru a permite părților terțe care furnizează servicii în rețeaua sa de leasing perechi de cupru și de proprietate în spațiul său central.
În telefonia mobilă, există patru operatori de rețea proprie și un număr considerabil de operatori de rețele mobile virtuale cuprinde o piață în care, din 2006, există oficial mai multe linii decât locuitori. Spania este una dintre țările Uniunii Europene, cu o mai mare măsură și de calitatea de acoperire, potrivit unui studiu realizat de Ministerul Industriei, 2006, 98% din teritoriul spaniol are acoperire GSM, înaintea unor țări precum Franța, Italia sau Germania.